# Xhevat Limani
Xhevat Limani (mac. Џеват Лимани; ur. 1 stycznia 1953 w Fierishtë) – jugosłowiański i północnomacedoński reżyser oraz aktor narodowości albańskiej. Zagrał liczne role teatralne i wystąpił w kilku filmach fabularnych.

## Życiorys
Ukończył studia aktorskie na Uniwersytecie w Prisztinie. Był scenarzystą oraz reżyserem filmu Fatprerët – pierwszej albańskojęzycznej produkcji z Macedonii, została ona wyemitowana w 1997 roku.
Pracował jako wykładowca na Państwowym Uniwersytecie w Tetowie. W 2002 roku wyemigrował do Stanów Zjednoczonych, gdzie kontynuował karierę aktorską.